# 我不流行二十年
《我不流行二十年》是導演龍男·以撒克·凡亞思2019年作品，歷時2年跟拍角頭音樂創辦人張四十三經營獨立音樂的幕后过程。2020年2月11日起至2020年3月16日，於嘖嘖群眾募資平台發起城市首映計畫，分別在2020年3月20日至2020年3月22日於台灣北、中、南各地舉行六場特映會。本片於2019年金馬國際影展的音樂啟示錄單元世界首映，並於2020年4月10日全台上映。

## 影片內容
本片講述台灣最大的獨立音樂廠牌「角頭音樂」創辦人-張四十三，他發掘陳建年、巴奈、南王姐妹花、昊恩家家、紀曉君等歌手，拿下20座金曲獎，發行過70餘張專輯，被張小燕封為「台灣地下音樂教父」；創辦孕育無數台灣獨立樂團的海洋音樂祭，甚至跨界製作融合原住民音樂與交響樂的電影音樂劇——《很久沒有敬我了你》、《拉麥可》。
經歷二十年的起伏，張四十三回首，自覺苦無突破而引發了中年危機，面臨公司財務狀況不佳、經營及創作瓶頸等困境，他多次考慮是否要把公司賣了或歇業的掙扎。本片以「該賣掉角頭音樂嗎？」為主軸，導演與張四十三陸續拜訪唱片設計蕭青陽、角頭草創員工及各路歌手老友，談過去談理想談心事，探討堅持耕耘非主流音樂背後的辛酸血淚。
片中驚喜重現五月天、四分衛、昊恩家家早期錄音及登台的青澀演出片段，張四十三說：「電影有很多難得的片段，那時候給導演大概一萬分鐘的素材，他花了半年才看完，我覺得歷史要被看見，不然那只是一個人的祕密。」《我不流行二十年》是給台灣音樂的一封情書，無疑見證了台灣20年來的搖滾精神。

## 後續
|            | 我還是存在著兩個點。第一個是不捨，要離開一個你熟悉的地方。第二，是我怕賣給中國公司，大家還是會有疑慮。如果是香港或美國如何呢？賣給外資，我卻沒辦法給這些copywirter更好的安置，我還是對不起角頭啊。我應該給這些copywirter做最好的出路。甚至20年後，我還能聽到這些音樂，雖然不是透過角頭的平台，那才能賣。音樂的生命應該延續。所以現在還在等待緣分。角頭最後不一定是賣或不賣，而是如何結束。終究我必須跟角頭有一個分手，或者離開。是很風光的辦一個紀念會結束，或是慢慢被遺忘？隨著年紀更迭，會做不同決定。現在就先放著，對我比較好。 |
| ——張四十三 | |

## 專訪與評論
- 安西／（页面存档备份，存于） [紀錄片] 我不流行二十年 – 臺灣獨立音樂教父的中年內分泌失調
- 張硯拓／釀影評｜我不想當大哥已經很久了──角頭音樂《我不流行二十年》
- 馬世芳／3/10 耳朵借我：專訪導演龍男、「角頭音樂」員工虎神、子薇談張四十三其人其事與紀錄片《我不流行二十年》

## 其他
- （页面存档备份，存于） 20年走一條不流行的路 張四十三下一步要拍電影
- 「來看他到底搞什麼」 蘇揆出席女婿執導紀錄片首映[永久]
- 藍色電影院／主持人：藍祖蔚／主題：介紹《我不流行20年》回味角頭的音樂影視傳奇
- 張大春泡新聞／主持人：張大春／主題：娛樂轟趴 — 電影『我不流行二十年 Ga-Tau Chang』
- 書籍《我恨流行，二十年。角頭 20X20》（页面存档备份，存于） 土地一起哼唱過的浪漫《我恨流行》：有一種聲音，無法被秩序收編

## 參展紀錄
- 2019年金馬國際影展

## 外部連結
- TCM, taiwan colors music 角頭音樂的Facebook專頁
- 開眼電影網上《我不流行二十年》的資料（繁體中文）
- 豆瓣电影上《我不流行二十年》的資料 （简体中文）